# 太子灵踪塔
太子灵踪塔，位于山东省济宁市汶上县城内西北隅，是全国重点文物保护单位之一。
1977年12月23日，授予山东省文物保护单位，是一座古建筑及历史纪念建筑物。2013年3月5日公布为第七批全国重点文物保护单位。